# Persectania maori
Persectania maori är en fjärilsart som beskrevs av Felder 1874. Persectania maori ingår i släktet Persectania och familjen nattflyn. Inga underarter finns listade i Catalogue of Life.